# Gmina Raków
Die Gmina Raków ist eine Landgemeinde im Powiat Kielecki der Woiwodschaft Heiligkreuz in Polen. Ihr Sitz ist die gleichnamige ehemalige Stadt (deutsch Rakau) mit etwa 1200 Einwohnern.

## Geographie

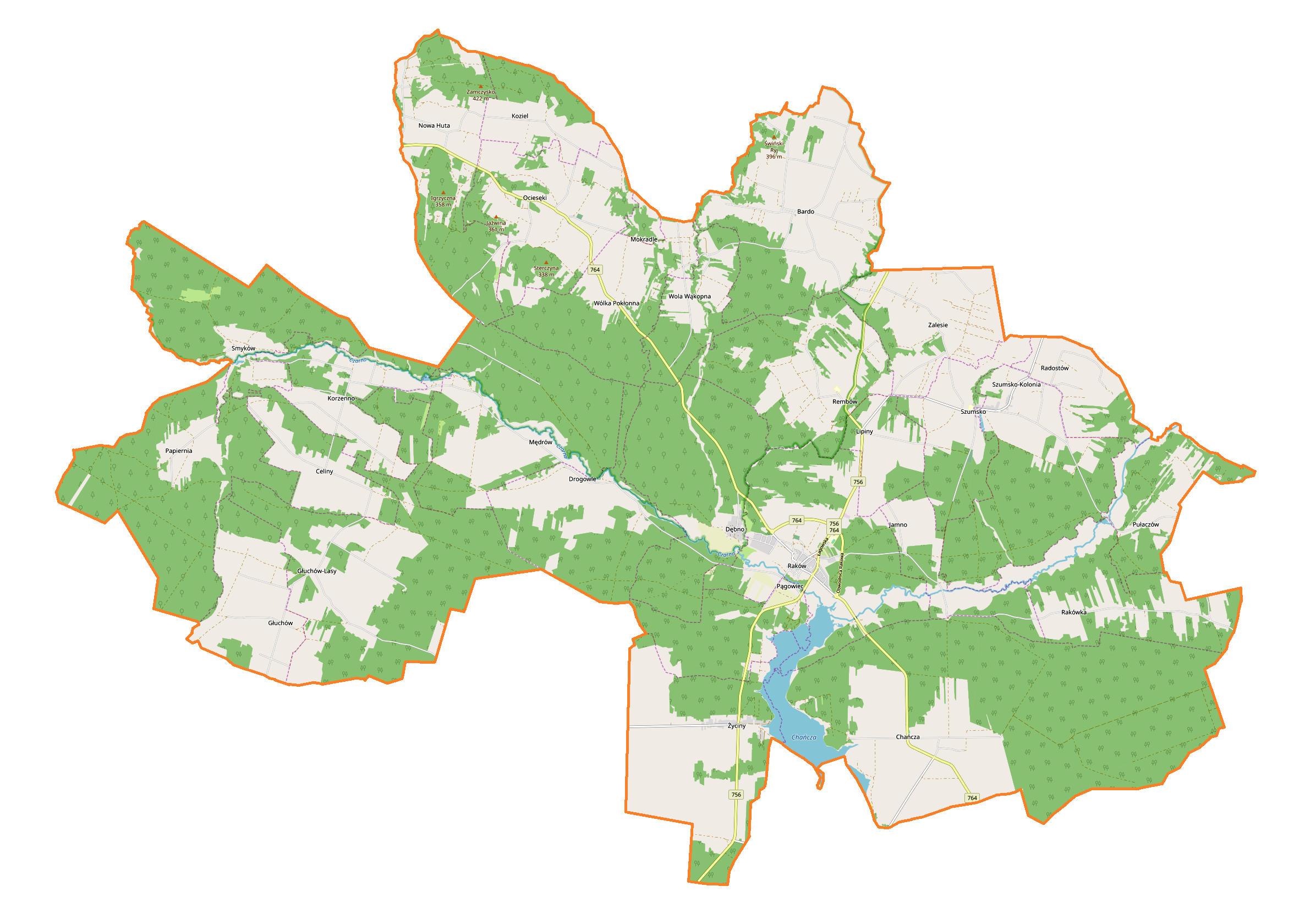
Karte der Gemeinde

Die Nachbargemeinden sind Daleszyce im Nordwesten, Łagów im Nordosten, Iwaniska im Osten, Bogoria im Südosten, Staszów und Szydłów sowie die Gemeinde Pierzchnica im Westen. Die Woiwodschaftshauptstadt Kielce liegt etwa 25 Kilometer nordwestlich.
Czarna Staszowska und Łagowianka sind die wichtigsten Fließgewässer auf Gemeindegebiet. Sie werden seit 1984 zum 340 Hektar großen Chańcza-Stausee aufgestaut. Die höchste Erhebung ist der Góra Zamkowa mit 422 Metern Höhe.
Die Gemeinde hat eine Fläche von 195,5 km², von der 42 Prozent land- und 54 Prozent forstwirtschaftlich genutzt werden.

## Geschichte

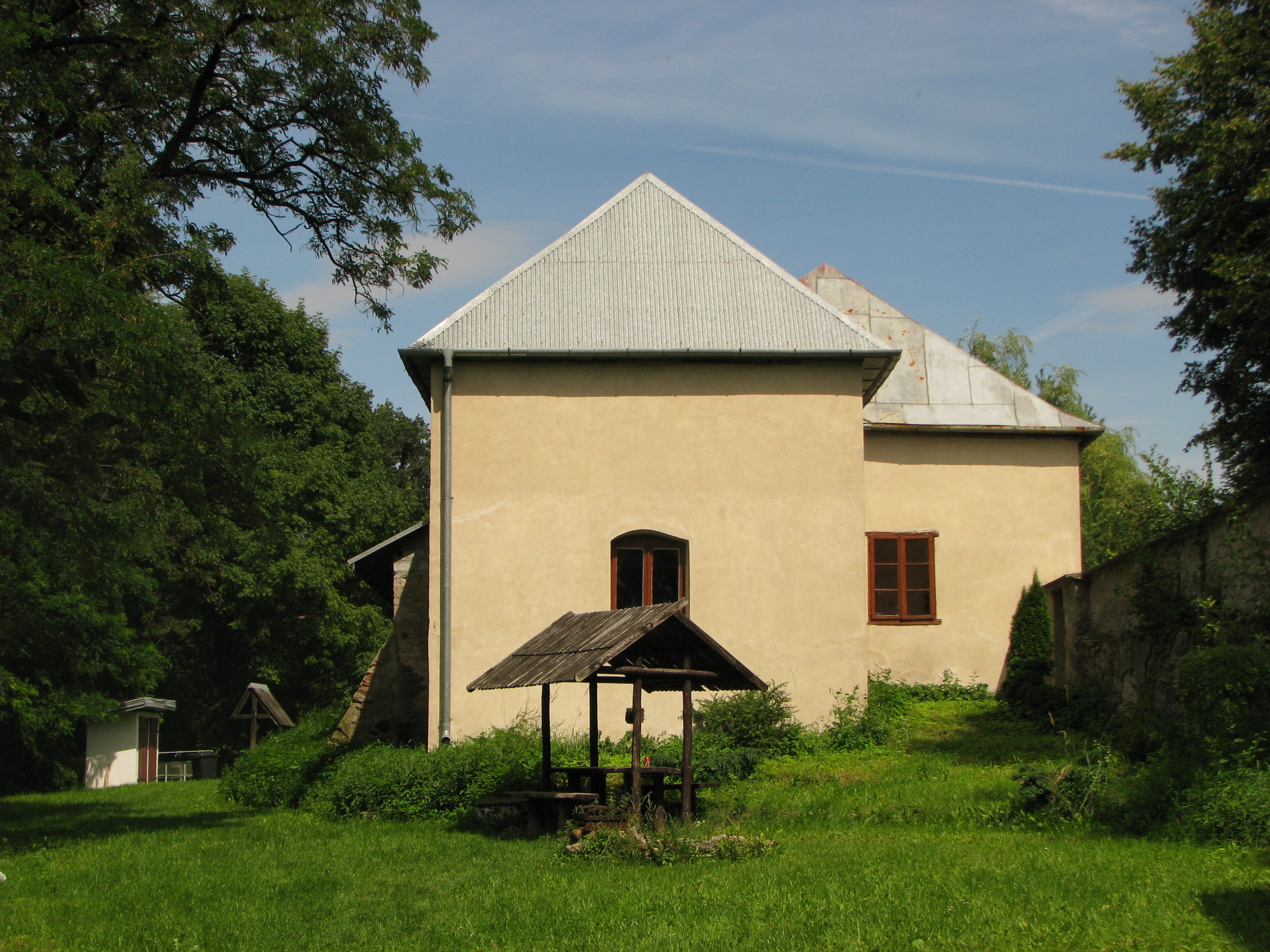
Ehemalige unitarische Kirche

### Verwaltungsgeschichte und Wappen
Die Gemeinde besteht seit 1973. Sie gehörte bis 1975 zum Powiat Staszowski, der aufgelöst wurde und gehörte bis 1998 zur erheblich verkleinerten Woiwodschaft Kielce. Von 1870 bis 1954 gehörte der Ort Raków zur Gmina Rembów, die zugunsten der Gromadas aufgelöst wurde.
Das Wappen der Gemeinde und des Hauptorts zeigt einen Flusskrebs (polnisch rak). Die Stadt Raków wurde 1569 von Jan Sienieński gegründet. Der Krebs stammt aus dem Wappen seiner Frau, von diesem leitet sich der Name der Stadt und ihr Wappen her.

### Geschichte des Orts und der Region
Raków wurde nach der Gründung ein Zentrum der sozinianischen Bewegung in Polen-Litauen. Von 1602 bis 1638 bestand in der Stadt eine weithin bekannte Hochschule der polnischen Unitarier (Polnische Brüder). Der Rakauer Katechismus (auch Rakówer Katechismus) erschien 1605 in polnischer Sprache. Der polnische Sejm verbot 1639 jede Art sozinianischer Tätigkeit. In den folgenden Jahren wurden die Bewohner der Stadt vertrieben und viele Gebäude zerstört und geplündert.
Nach der Dritten Teilung Polens wurde die Region 1795 österreichisch, später russisch. Die Bevölkerung stieg im 19. Jahrhundert besonders nach dem Zuzug einer jüdischen Gemeinde stark an. Die Stadtrechte wurden 1869/1870 aberkannt, auch als Folge des polnischen Januaraufstands 1863.

## Gliederung
Die Landgemeinde umfasst insgesamt 28 Dörfer mit Schulzenämtern.
Raków
Bardo
Celiny
Chańcza
Drogowle
Dębno
Głuchów
Głuchów-Lasy
Jamno
Korzenno
Koziel
Krośle
Lipiny
Mędrów
Nowa Huta
Ociesęki
Papiernia
Pągowiec
Pułaczów
Radostów
Rakówka
Rembów
Smyków
Szumsko
Szumsko-Kolonia
Wola
Wąkopna
Wólka
Pokłonna
Zalesie
Życiny

## Denkmalgeschützte Sehenswürdigkeiten
- Mariä-Heimsuchung-Kirche und Kirchhof in Bardo von 1789
- Andreaskirche in Drogowle, erbaut von 1620 bis 1630
- Stadtanlage des 16. und 19. Jahrhunderts in Raków
- Pfarrkirche der Heiligen Dreifaltigkeit in Raków, erbaut von 1640 bis 1650
  - Glockenturm (18. Jahrhundert)
  - ehemalige unitarische Kirche, heute Pfarrhaus (16./17. Jahrhundert)
- Klosterkirche St. Anna in Raków, erbaut 1641, umgebaut im 18. Jahrhundert
- Haus des Wójts in Raków (16./17. Jahrhundert)
- Ruinen der Burg in Rembów (14. Jahrhundert)
- Herrenhaus und Park in Rembów (17. Jahrhundert)
- Kirche in Szumsko (1637, 20. Jahrhundert).

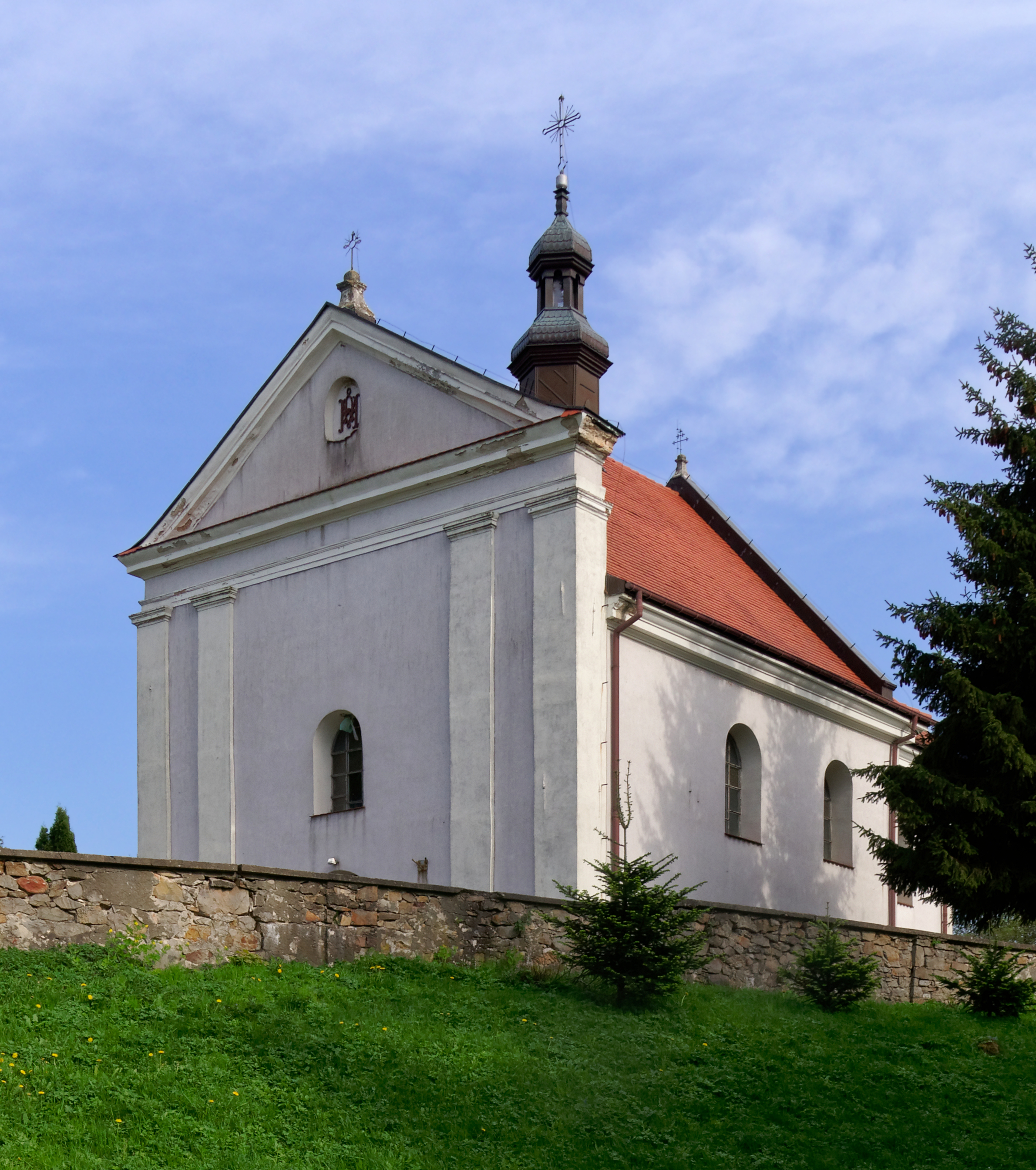
Kirche in Bardo
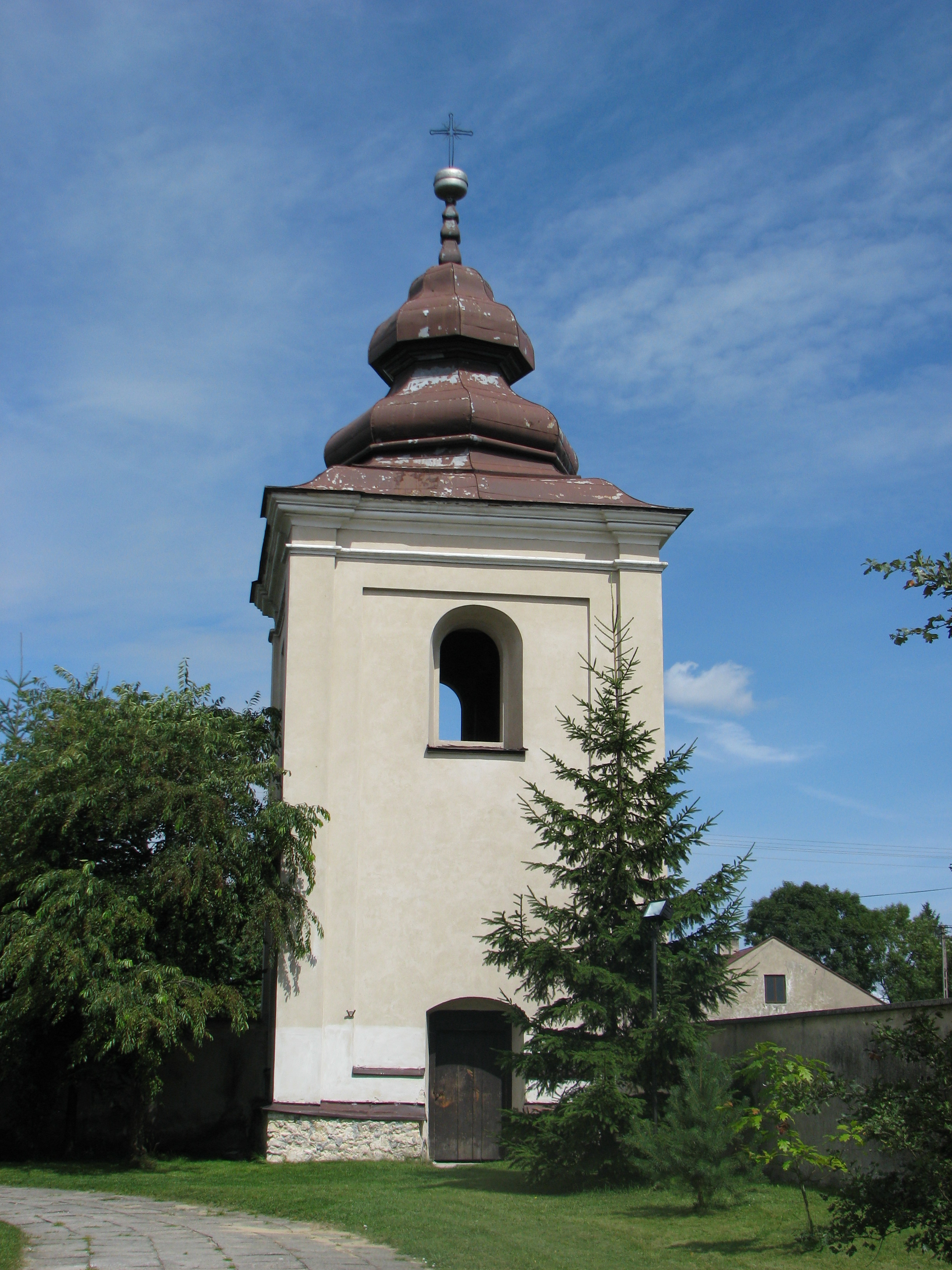
Glockenturm in Raków
Haus des Wójts in Raków
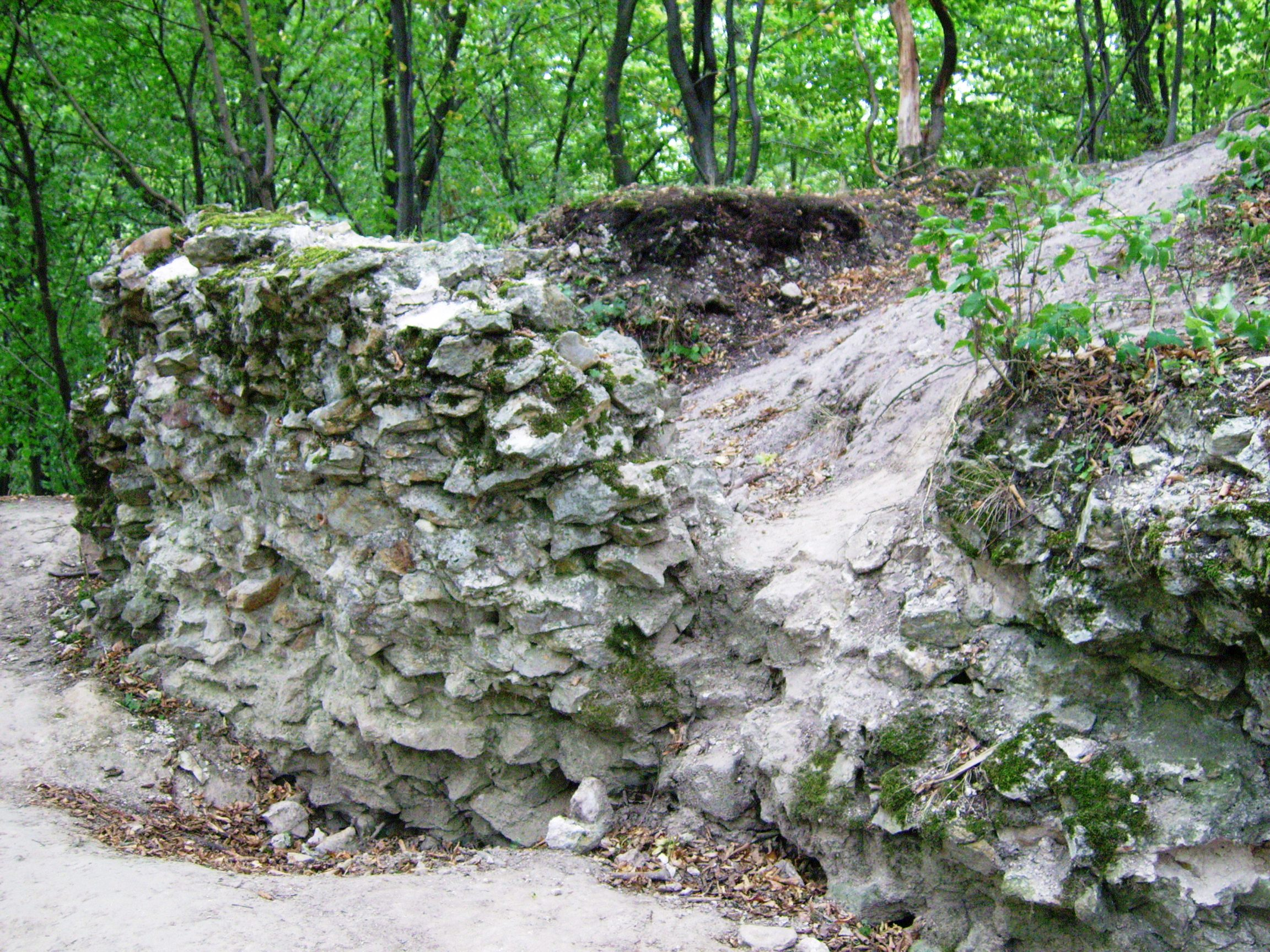
Burgruine in Rembów

## Verkehr
Im Hauptort der Gemeinde kreuzen sich die Woiwodschaftsstraßen DW756 von Starachowice nach Stopnica und DW764 von Kielce nach Tuszów Narodowy.
Die nächste Bahnstation ist Kielce. Krakau-Balice ist der nächste internationale Flughafen.

## Persönlichkeiten
- Christopher Crell-Spinowski (1622–1680), unitarischer Theologe
- Stanisław Lubieniecki (1623–1675), Astronom und Historiker, polnischer Resident in Hamburg, dort ermordet; beide geboren in Raków.
- Joachimus Rupnovius (1590–1643 Beresk) (Joachim Rupniewski-Rupniowski-z Rupnowa (Rupnow))https://books.google.de/books?id=4mkrAAAAYAAJ&pg=PA18&lpg=PA18&dq=Joachim+Rupnovius&source=bl&ots=qFt7zU5ekc&sig=ACfU3U2bQerNa8IbFnDvrS0porej90TZLw&hl=de&sa=X&ved=2ahUKEwjxguKig5z3AhXdhv0HHUmlBxsQ6AF6BAgREAM#v=onepage&q=Joachim%20Rupnovius&f=false